# Hermann von Wickede I
Hermann von Wickede (* 1294 in Wickede bei Dortmund; † 29. Januar 1367 in Lübeck) war ein deutscher Politiker sowie Bürgermeister der Hansestadt Lübeck. Er war der Erste seines aus einem alten Dortmunder Erbsassengeschlecht stammenden Zweiges, der Anfang des 14. Jahrhunderts nach Lübeck übersiedelte, dort sesshaft wurde und eine Familie gründete, die über mehrere Generationen hinweg erfolgreiche Kaufleute und Ratsherren der Stadt Lübeck stellte und die aus ihren Reihen einige erfolgreiche Bürgermeister hervorbrachte.

## Leben und Wirken
Hermann von Wickede war seit etwa 1324 Ratsherr und von 1365 bis 1367 Bürgermeister. Im Jahr 1340 beteiligte er sich maßgeblich am Vergleich bezüglich des Wegezolls zwischen Hamburg und Stade und 1343 war er Gesandter der Stadt Lübeck und Schiedsrichter bei Verhandlungen mit König Magnus II. von Schweden auf Grund dessen ständigen Geldforderungen an die Hansestädte.
Am 7. September 1343 war er zum Mitglied des Domkapitels ernannt worden. Weiterhin trat er als Delegierter bei den Hansetagen 1356 in Wismar und 1358 in Rostock auf. Im Jahr 1359 wurde wiederum sein Einsatz als Schiedsrichter erforderlich und 1360 verhandelte er den Friedensschluss für Lübeck mit Herzog Erich II. von Sachsen-Lauenburg. 1359 war er Schiedsrichter in einem Streit Lübecks mit den Rittern Scarpenbergh. Darüber hinaus war er seit 1350 Vorsteher des Heiligen-Geist-Hospitals zu Lübeck.
In Lübeck selbst kaufte Wickede den Löwenhof, den späteren Alt-Lauerhof bei Lauerholz, welchen er 1354 an seinen Sohn Gottschalk (1322–1369) übertrug. Er erwarb weitere Ländereien bei Falkensee und erbaute 1367 ein Fremdengasthaus.
Hermann von Wickede war zweimal verheiratet, in erster Ehe mit einer Tochter des Bürgermeisters Segebodo Crispin. Er hatte mindestens vier Kinder. Sein Sohn Gottschalk wurde deutscher Komtur und Ritter in Reval.